# Nikolaus Germanus

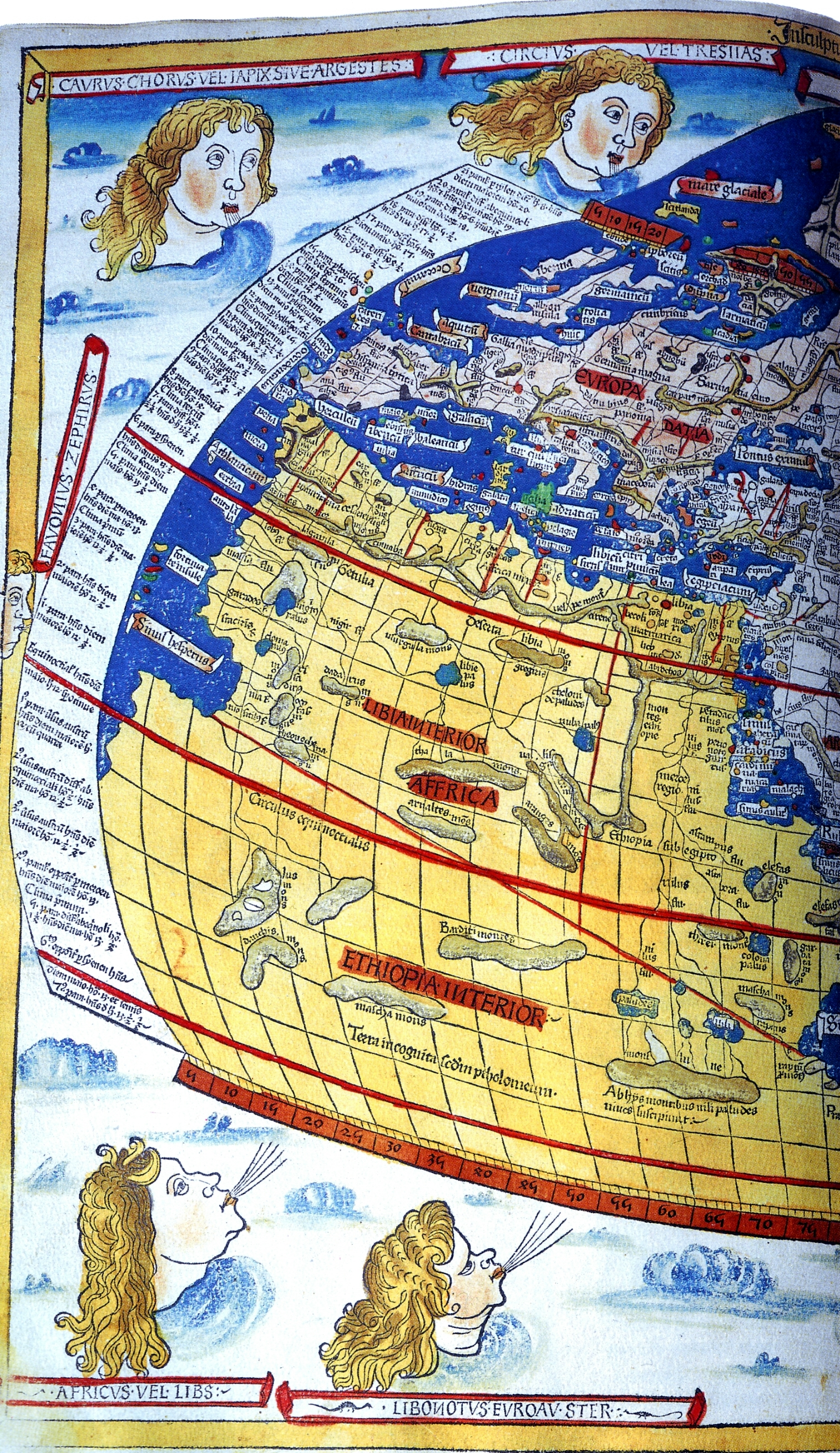
Illustration ur Geographica.

Nicolaus Germanus, född cirka 1420, död cirka 1490, var en tysk kartograf som publicerade en upplaga av Jacopo d'Angelos latinska översättning av Klaudios Ptolemaios Geographica. Han skapade också två glober som skildrade jord och himmel 1477, före Martin Behaims verk Erdapfel.